# De bekering van Saul
De Bekering van Saul (17e eeuw) is een tekening door hand van Abraham van Diepenbeeck (1596-1675). De tekening stelt het moment voor waarop de toekomstige heilige Paulus, Saul van Tarsus, op weg naar Damascus neergeslagen wordt door "een licht van de hemel". Het werk werd in 2016 gekocht door het Fonds Léon Courtin-Marcelle Bouché en werd in bruikleen toevertrouwd aan de Koninklijke Musea voor Schone Kunsten van België in Brussel. 